# نوگاچیا
نوگاچیا (به انگلیسی: Naugachia) یک منطقهٔ مسکونی در هند است که در بخش باگالپور (هند) واقع شده‌است. نوگاچیا ۴۹٬۰۶۹ نفر جمعیت دارد و ۲۵ متر بالاتر از سطح دریا واقع شده‌است.